# In the Year 2525
In the Year 2525 (titolo completo: In the Year 2525 (Exordium & Terminus)) è un singolo del 1969 del duo pop rock statunitense Zager and Evans, venduto in oltre 4 milioni di copie e premiato con il disco d'oro dalla RIAA nel luglio 1969.
Il brano, che è stato l'unico ad aver fatto riscuotere successo a Zager and Evans (costituendo per questo motivo una one-hit wonder), venne scritto e composto da Rick Evans nel 1964 e fu originariamente pubblicato da una piccola etichetta discografica regionale, la Truth Records, nel 1968. Nel 1969 venne ristampato come singolo dalla RCA Records, classificandosi al 1º posto nella Billboard Hot 100 il 12 luglio 1969 e mantenendo tale posizione per 6 settimane; inoltre si piazzò al 1º posto nella UK Singles Chart per 3 settimane tra i mesi di agosto e settembre di quell'anno.
In the Year 2525 è stato riproposto in molteplici versioni cover, tra cui due in lingua italiana: la prima cantata dallo stesso duo con il titolo Nell'anno 2033 ed inclusa nel singolo a 45 giri Nell'anno 2033/Donna pubblicata dalla RCA Victor (numero di catalogo 1583) e la seconda interpretata sia da Caterina Caselli sia da Dalida su testo scritto da Daniele Pace ed intitolata Nel 2023.
Nel 2001, in seguito agli attacchi dell'11 settembre negli Stati Uniti, il brano venne incluso in un memorandum di Clear Channel, distribuito da Clear Channel Communications a tutte le stazioni radio di proprietà dell'azienda, che conteneva 165 canzoni considerate "liricamente discutibili".

## Descrizione
Il tema dominante di In the Year 2525 è quello di un mondo condannato dalla sua passiva acquiescenza e dipendenza eccessiva dalle proprie tecnologie.
Il brano si apre con un verso introduttivo che spiega che se l'umanità fosse sopravvissuta fino al 2525 avrebbe assistito agli eventi successivi descritti nella canzone. I versi successivi compiono dei salti temporali in avanti di millennio in millennio, delineando in particolare gli anni 3535, 4545, 5555, 6565, 7510, 8510 e 9595. In ogni millennio successivo, la vita diventa sempre più sedentaria e automatizzata: i pensieri sono pre-programmati in pillole che le persone possono consumare, occhi, denti e arti perdono tutti i loro scopi a causa delle macchine che sostituiscono le loro funzioni, e il matrimonio diventa obsoleto perché i bambini sono concepiti in provette.
La canzone termina dopo 10000 anni: a quel punto gli esseri umani si sono definitivamente estinti, ma il narratore fa capire che da qualche altra parte, forse in un universo alternativo, gli scenari raccontati nella canzone devono ancora svolgersi, poiché la canzone riparte dall'inizio (ma con la stessa tonalità e velocità dei versi finali) mentre la registrazione sfuma.

## Registrazione
La canzone venne registrata nel 1968 in uno studio localizzato in un pascolo di mucche ad Odessa, in Texas.
Il disco ebbe un successo regionale, dopodiché la RCA Records lo riprese per una pubblicazione nazionale. Il produttore RCA Ethel Gabriel venne incaricato di migliorare il suono e l'arrangiamento. Il singolo giunse al 1º posto delle classifiche statunitensi entro tre settimane dalla sua pubblicazione.

### Componenti
- Denny Zager e Rick Evans - chitarre acustiche e voce
- Mark Dalton - basso
- Dave Trupp - batteria
- The Odessa Symphony - strumenti aggiuntivi
- Tommy Allsup - produttore[14]

## Nella cultura popolare
In the Year 2525 è stato citato in diversi film e serie televisive, tra cui:
- Alien 3 (1992), in cui due versi della canzone vengono cantati da Murphy immediatamente prima della sua morte;
- Millennium nell'episodio finale della 2ª stagione intitolato The Time Is Now (1998);
- Cleopatra 2525 (2000), in cui il brano è stato riscritto ed utilizzato come sigla;
- Tunnel Rats (2008);
- Gentlemen Broncos (2009);[15]
- Futurama nel 7º episodio della 6ª stagione Fry il ritardatario (2010), in cui il brano viene parodiato con il titolo In the Year 105105.[16]

## Classifiche

### Settimanali
| Classifica (1969-1970)                     | Posizione massima |
| ------------------------------------------ | ----------------- |
| Australia (Kent Music Report)              | 2                 |
| Canada (RPM Top Singles)                   | 1                 |
| Canada (RPM Adult Contemporary)            | 1                 |
| Irlanda (Irish Singles Chart)              | 1                 |
| Nuova Zelanda (Listener)                   | 1                 |
| Regno Unito (UK Singles Chart)             | 1                 |
| Stati Uniti (Billboard Hot 100)            | 1                 |
| Stati Uniti (Billboard Adult Contemporary) | 1                 |
| Stati Uniti (Cash Box Top 100)             | 1                 |

### Annuali
| Classifica (1969)                      | Posizione |
| -------------------------------------- | --------- |
| Australia                              | 32        |
| Canada                                 | 15        |
| Regno Unito                            | 12        |
| Stati Uniti (Billboard Hot 100)        | 26        |
| Stati Uniti (Billboard Easy Listening) | 37        |
| Stati Uniti (Cash Box)                 | 11        |

### Assolute
| Classifica (1958-2018)          | Posizione |
| ------------------------------- | --------- |
| Stati Uniti (Billboard Hot 100) | 298       |